# Montagney
Montagney is een gemeente in het Franse departement Haute-Saône (regio Bourgogne-Franche-Comté) en telt 521 inwoners (2011). De plaats maakt deel uit van het arrondissement Vesoul.

## Geografie
De oppervlakte van Montagney bedraagt 9,1 km², de bevolkingsdichtheid is 57,3 inwoners per km².
De onderstaande kaart toont de ligging van Montagney met de belangrijkste infrastructuur en aangrenzende gemeenten.

## Demografie
Onderstaande figuur toont het verloop van het inwonertal (bron: INSEE-tellingen).

1. ↑  Populations de référence 2022.